# 3368 Duncombe
3368 Duncombe eller 1985 QT är en asteroid i huvudbältet som upptäcktes den 22 augusti 1985 av den amerikanske astronomen Edward L.G. Bowell vid Anderson Mesa Station. Den är uppkallad efter astronomen Raynor L. Duncombe.
Asteroiden har en diameter på ungefär 33 kilometer.